# Айрлендс-Ай
Айрлендс-Ай (ірл. Inis Mac Neasáin, англ. Ireland's Eye) — безлюдний острів у Ірландському морі.

## Опис
Адміністративно острів належить місту Гоут (лежить за 900 метрів на північ від нього), графство Фінгал, провінція Ленстер, Ірландія. До 1994 року адміністративно належав до столиці країни — Дубліна.
На острів регулярно ходять туристичні човни. Пам'ятки — руїни вежі мартелло і церкви VIII століття.
На острові й навколишніх скелях масово селяться кайри тонкодзьобі, гагарки, буревісники кочівні, чайки, сули атлантичні, великі баклани, є кілька пар іпаток, тому острів оголошено так званою важливою орнітологічною територією. У прибережних водах часто можна помітити тев'яків довгомордих. Дерев на острові немає.

## Історія
За часів кельтів острів називався Ерія, на честь невідомої жінки. При́йшлі вікінги адаптували назву острова до своєї мови: він став називатися просто Ей (острів), пізніше — Ерінс-Ей, і нарешті — Айрлендс-Ай. Також у свій час острів був відомий як Ініс-Файтленн.
У вересні 1852 року на острові убито жінку, в злочині звинувачено її чоловіка. Його вину оскаржували кілька десятиліть.
У червні 2015 року на острові сталася велика пожежа.